# Сорано
Сора́но (итал. Sorano) — коммуна в Италии, располагается в области Тоскана, в провинции Гроссето.
Население составляет 3955 человек (2008 г.), плотность населения составляет 23 чел./км². Коммуна занимает площадь 175 км². Почтовый индекс — 58010. Телефонный код — 0564.
Покровителем коммуны почитается святитель Николай Мирликийский, чудотворец, празднование 6 декабря.

## Демография
Динамика населения:

## Администрация коммуны
- Официальный сайт: http://www.comune.sorano.gr.it/